# Cova dels Cristalls
La Cova dels Cristalls (castellà: Cueva de los cristales) és una cova connectada a la mina de Naica, a una profunditat de 300 metres. Es troba a Naica (Mèxic).
La cambra principal conté cristalls gegants de selenita (Guix, CaSO₄·2 H₂O), alguns dels cristalls naturals més grans trobats mai. El cristall més gran trobat fins ara a la cova fa 12 metres de llarg per 4 m. de diàmetre i 55 tones de pes. La cova és extremadament calenta, amb la temperatura de l'aire que arriba fins a 58 °C i una humitat relativa d'entre 90 i 99%. La cova està relativament inexplorada degut a aquests factors. Sense una protecció adequada, els treballadors només poden suportar al voltant de deu minuts d'exposició contínua a aquests factors ambientals.
La cova va ser descoberta pels germans Eloy i Javier Delgado, miners d'ofici, a l'abril de l'any 2000.
Un grup de científics, coneguts com a «Projecte Naica», ha estat molt involucrat en la investigació d'aquestes cavernes.

## Formació dels vidres
Naica es troba en una falla sobre una cambra magmàtica subterrània situada aproximadament de 3 a 5 quilòmetres per sota de la cova. El magma va escalfar l'aigua subterrània que estava saturada amb ions de sulfur (S2−). L'aigua superficial oxigenada més freda, va entrar en contacte amb l'aigua calenta saturada amb minerals, però no es van barrejar per la diferència entre les seves densitats. L'oxigen es va difondre lentament en l'aigua calenta i va rovellar els sulfurs (S2−) en sulfats (SO₄2−) que es van precipitar com anhidrita (CaSO₄). Quan la temperatura general de la cova va començar a caure per sota dels 56 °C, els vidres d'anhidrita hidrotermal i sedimentària es van dissoldre i es van formar cristalls de guix (CaSO₄ • 2H₂O). El sulfat de guix hidratat es va cristal·litzar a un ritme extremadament lent durant el curs d’almenys 500 mil anys, formant els enormes vidres actuals.

## Descobriment

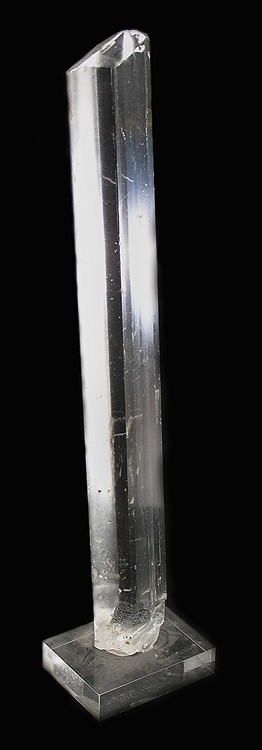
Cristall de la cova de les espases

El 1910, uns miners van descobrir una cova per sota dels treballs de la mina de Naica: la cova de les espases. Està situada a una profunditat de 120 metres sobre la cova dels cristalls, i conté cristalls més petits (d'1 metre de llarg). Es creu que a aquest nivell, les temperatures de transició van poder haver caigut més ràpidament, donant fi al creixement dels cristalls.
La cova dels cristalls gegants va ser descoberta l'any 2000 per miners que excavaven un nou túnel per a la companyia minera Indústrias Peñoles, mentre perforaven la falla de Naica que els preocupava que inundaria la mina. El complex de la mina de Naica conté dipòsits substancials d'argent, zinc i plom.
La cova dels cristalls és una cavitat en forma de ferradura en pedra calcària. El seu sòl està cobert amb blocs cristal·lins perfectament facetats. Sobresurten enormes bigues de vidre tant dels blocs com de terra, que es deterioren ràpidament amb l'aire.
També es van descobrir dues coves més petites l'any 2000, la cova ull de la reina, i la cova de les espelmes, i una altra cambra es va trobar durant un projecte de perforació l'any 2009. La nova cova, anomenada cova del palau de gel, està a 150 metres de profunditat, i no està inundada, però les seves formacions de cristalls són molt més petites, amb forma de coliflors, i cristalls fins fililiformes.

## Tancament
La cova va aparèixer al canal Discovery Channel amb el programa  Naica: més enllà de la cova de cristall  el febrer de 2011. Anteriorment, va aparèixer al canal History Channel amb el programa Life After People, a l'episodi "Profunditats de destrucció" de la segona temporada. A més, aquestes coves també van aparèixer al programa "Angry Planet", a l'episodi 311. L'exploració ha donat credibilitat a l'existència de més cambres, però l'exploració posterior hauria requerit una eliminació significativa dels cristalls. Com que l'accessibilitat de la cova depèn de les bombes d'aigua de la mina, un cop cessades les operacions mineres, es va permetre que les coves tornessin a inundar-se l'octubre del 2015.
Si l'empresa minera decideix obrir una altra entrada, els investigadors podrien tornar a entrar per continuar el seu treball, segons un informe de febrer de 2019.